# Saudrupt
Saudrupt és un municipi francès situat al departament del Mosa i a la regió del Gran Est. L'any 2007 tenia 212 habitants.

## Demografia

### Població
El 2007 la població de fet de Saudrupt era de 212 persones. Hi havia 93 famílies, de les quals 25 eren unipersonals (8 homes vivint sols i 17 dones vivint soles), 25 parelles sense fills, 30 parelles amb fills i 13 famílies monoparentals amb fills.
La població ha evolucionat segons el següent gràfic:
Habitants censats

### Habitatges
El 2007 hi havia 102 habitatges, 94 eren l'habitatge principal de la família, 3 eren segones residències i 5 estaven desocupats. 88 eren cases i 15 eren apartaments. Dels 94 habitatges principals, 70 estaven ocupats pels seus propietaris, 21 estaven llogats i ocupats pels llogaters i 3 estaven cedits a títol gratuït; 3 tenien dues cambres, 16 en tenien tres, 20 en tenien quatre i 55 en tenien cinc o més. 76 habitatges disposaven pel capbaix d'una plaça de pàrquing. A 42 habitatges hi havia un automòbil i a 41 n'hi havia dos o més.

### Piràmide de població
La piràmide de població per edats i sexe el 2009 era:
| Homes | Edats   | Dones |
| ----- | ------- | ----- |
| 0     | 95 o +  | 0     |
| 0     | 90 a 94 | 0     |
| 0     | 85 a 89 | 4     |
| 0     | 80 a 84 | 0     |
| 8     | 75 a 79 | 4     |
| 0     | 70 a 74 | 0     |
| 16    | 65 a 69 | 4     |
| 8     | 60 a 64 | 4     |
| 4     | 55 a 59 | 16    |
| 0     | 50 a 54 | 0     |
| 20    | 45 a 49 | 12    |
| 8     | 40 a 44 | 12    |
| 4     | 35 a 39 | 4     |
| 0     | 30 a 34 | 8     |
| 16    | 25 a 29 | 0     |
| 0     | 20 a 24 | 12    |
| 8     | 15 a 19 | 8     |
| 8     | 10 a 14 | 4     |
| 12    | 5 a 9   | 16    |
| 0     | 0 a 4   | 4     |

## Economia
El 2007 la població en edat de treballar era de 145 persones, 96 eren actives i 49 eren inactives. De les 96 persones actives 81 estaven ocupades (47 homes i 34 dones) i 16 estaven aturades (6 homes i 10 dones). De les 49 persones inactives 29 estaven jubilades, 12 estaven estudiant i 8 estaven classificades com a «altres inactius».

### Ingressos
El 2009 a Saudrupt hi havia 89 unitats fiscals que integraven 200,5 persones, la mediana anual d'ingressos fiscals per persona era de 16.396 €.

### Activitats econòmiques
Dels 6 establiments que hi havia el 2007, 1 era d'una empresa de fabricació d'altres productes industrials, 1 d'una empresa de construcció, 1 d'una empresa de comerç i reparació d'automòbils, 1 d'una empresa d'hostatgeria i restauració, 1 d'una empresa de serveis i 1 d'una entitat de l'administració pública.
Dels 2 establiments de servei als particulars que hi havia el 2009, 1 era un taller de reparació d'automòbils i de material agrícola i 1 lampisteria.
L'any 2000 a Saudrupt hi havia 7 explotacions agrícoles que ocupaven un total de 402 hectàrees.

## Poblacions més properes
El següent diagrama mostra les poblacions més properes.